# 納多羅日尼夫
49°24′29″N 24°51′53″E / 49.40806°N 24.86472°E
納多羅日尼夫（烏克蘭語：Надорожнів）是位於烏克蘭西南部的村莊，由泰爾諾皮爾州泰爾諾皮爾區的薩蘭丘基市鎮負責管轄。該村始建於十八世紀，面積1.23平方公里，2014年人口340，人口密度每平方公里299.2人。